# Wolvix
Wolvix GNU/Linux – zorientowana na komputery osobiste dystrybucja Linuksa typu Live CD.
Zbudowana w oparciu o dystrybucję Slackware. Podstawowym środowiskiem graficznym jest Xfce.